# Štěchovice (Nyugat-prágai járás)
Štěchovice település Csehországban, Nyugat-prágai járásban. Štěchovice Slapy, Hradištko, Bojanovice, Rabyně, Krňany, Hvozdnice és Davle településekkel határos. Lakosainak száma 2224 fő (2024. január 1.).

## Népesség
A település lakosságának változását az alábbi diagram mutatja:
| Lakosok száma | 1079 | 1038 | 890  | 1757 | 1465 | 1318 | 1989 | 2002 | 2116 | 2224 |
|               | 1869 | 1890 | 1921 | 1950 | 1980 | 2001 | 2017 | 2019 | 2022 | 2024 |